# Musique country
Pour les articles homonymes, voir Country (homonymie).
Sous-genres
Bakersfield sound, bluegrass, close harmony, country alternative, country néo traditionnelle, country pop, country rap, country rock, country soul, cowpunk, gothabilly, honky tonk, jug band, lubbock sound, Nashville sound, outlaw country, psychobilly, red dirt, rockabilly, western swing
Genres dérivés
Rock 'n' roll, dansband, heartland rock, roots rock, rock sudiste
Genres associés
Blues, rock , pop
La musique country est un mélange de musiques traditionnelles développé principalement dans le sud-est des États-Unis et dans les provinces maritimes du Canada, mais aussi en Europe comme en Irlande ou dans le nord des Pays-Bas. La country est également une musique à chant responsorial, au même titre que la musique des esclaves nord-américains. La country a évolué rapidement dans les années 1920 et reste très populaire aujourd'hui. Différentes variations du genre ont aussi émergé dans d'autres pays comme en Australie.
Rythmique ou traînante, sentimentale ou émouvante, la country trouve ses origines dans les musiques folkloriques importées d'Europe — celtiques en particulier — ainsi que dans la tradition musicale chrétienne qui rencontre l'influence du style gospel des noirs américains. Il s'agit donc d'un style de musique dont les origines sont multiples et profondément entremêlées, capable de faire cohabiter le chant en yodel (issu d'une petite communauté suisse allemande des Appalaches) avec des instruments aussi différents que la mandoline italienne, la lap-steel hawaïenne ou encore le banjo africain, et qui emprunte à des genres comme la musique cadienne, la polka ou le blues. Il arrive d'ailleurs qu'on parle de la country comme du « blues des blancs », bien qu'elle ait débuté comme une musique partagée par des musiciens noirs et blancs à une époque où les disques de blues et de country (ou hillbilly) n'étaient pas radicalement différents : il s'agissait de musiques partageant les valeurs sociales, familiales et religieuses des petites gens. Par la suite, au même titre que le blues et le rhythm and blues noirs, la country a largement influencé la musique populaire contemporaine, et notamment le rock.
La musique country, qui compte des millions d'amateurs dans le monde mais surtout aux États-Unis, au Canada et en Australie, bénéficie aussi d'une certaine popularité en Europe, notamment en Irlande, dans les pays scandinaves et en Allemagne. De nombreux festivals de musique et de danse y sont consacrés à travers le monde.
La ville de Nashville, dans le Tennessee, constitue le cœur symbolique de la musique country. Elle doit son surnom de « Music-City » au grand nombre de studios d'enregistrement et à la qualité de ses musiciens. La scène du Grand Ole Opry de Nashville représente aujourd'hui encore le summum d'une carrière pour les artistes de country.

## Histoire

### Origines

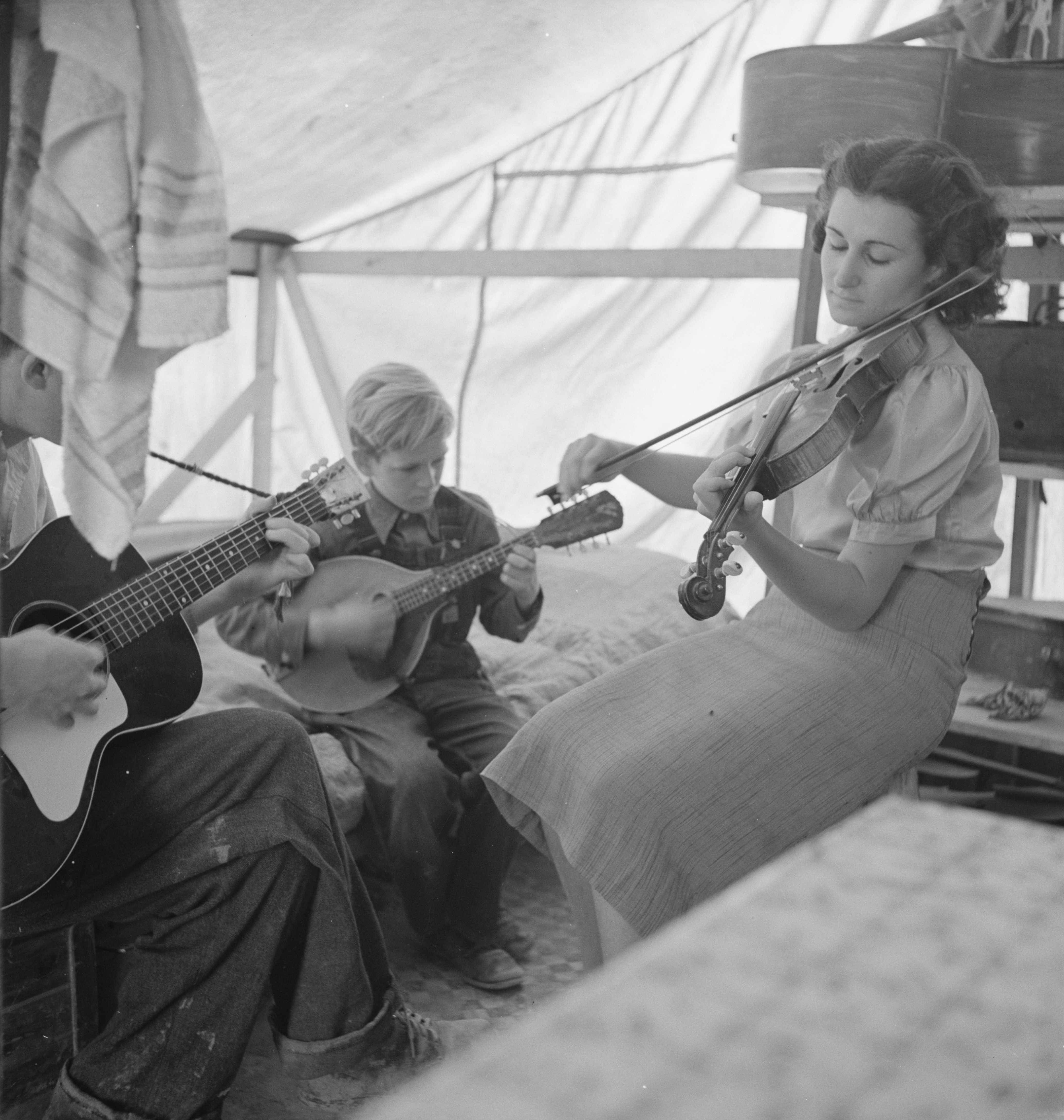
Famille d'immigrants de l'Arkansas jouant des chansons hillbilly (1939).

Aux XVIIe et XVIIIe siècles, les premiers immigrants européens débarquent en Amérique du Nord dans le but de refaire leur vie. Dans leurs bagages, ils emportent avec eux entre autres leur culture et les instruments du vieux continent. Ainsi, plusieurs communautés d'immigrants joignent la culture et leurs instruments de musique. Le violon anglais, irlandais, et écossais, le dulcimer allemand, la mandoline italienne, la guitare espagnole et le banjo africain sont les instruments musicaux les plus communs.
Les interactions parmi des musiciens de différents groupes ethniques feront naître une musique unique dans cette région d'Amérique du Nord. La musique devient, pour ces immigrés qui se retrouvent vers la fin du XVIIIe siècle dans les Appalaches, le point de ralliement. Toutes ces communautés se retrouvent aussi le dimanche au sein de leur église pour interpréter leurs chants religieux, souvent dans un bâtiment simple en bois situé la plupart du temps au milieu d'une clairière (ce qui expliquera l'influence du gospel dans la musique du pays). Au XIXe siècle, plusieurs groupes d'immigrés originaires d'Europe, spécialement d'Angleterre, d'Irlande, d'Allemagne, d'Espagne et d'Italie se déplacent en Arkansas, au Texas, en Arizona et jusqu'en Californie. Ces groupes agissent les uns sur les autres, puis avec les communautés espagnoles, mexicaines, amérindiennes et autres déjà établies aux États-Unis dans la région du « Midwest ». Grâce à cette cohabitation et au contact prolongé, le Texas par exemple a développé des traits uniques de ce style musical, enracinés dans la culture du pays.
Ces chansons sont créées dans les plaines du Texas et du Midwest par les cow-boys convoyeurs de troupeaux au XIXe siècle, chantées a cappella ou soutenues par un violon (fiddle), un harmonica ou une guitare. On parle aussi des work songs, chansons de travail des cow-boys et d'autres métiers (constructeurs de voies ferrées, cultivateurs, etc.). On peut citer la chanson Mule Train de Tennessee Ernie Ford ou I've Been Working on the Railroad rendue célèbre par The Rooftop Singers. Mais on ne parle pas encore de country music, ces mélodies étant seulement des chants traditionnels venus de divers horizons.

### Années 1920

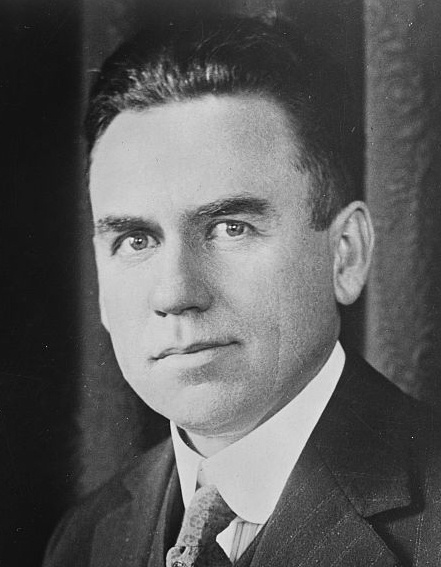
Vernon Dalhart.

Le premier enregistrement commercial de ce qui peut être considéré comme de la musique country était Sallie Gooden par Eck Robertson en 1922 pour Victor Records. Une année plus tard, le 14 juin 1923, Fiddlin' John Carson enregistre The Little Old Log Cabin in the Lane pour Okeh Records. Columbia Records commença à publier des disques de musique hillbilly dès 1924.
Vernon Dalhart fut le premier chanteur de country à connaître un succès musical à travers les États-Unis, en mai 1924, avec la chanson Wreck of the Old '97. Sur la face B du disque était enregistrée la chanson Lonesome Road Blues qui devint également très populaire. En avril 1924, Samantha Bumgarner et Eva Davis devinrent les premières femmes à enregistrer de la musique country.
Parmi les autres premiers artistes country, on peut noter Riley Puckett, Don Richardson, Fiddlin' John Carson, Al Hopkins, Ernest V. Stoneman, Charlie Poole et les Skillet Lickers. Mais c'est surtout Jimmie Rodgers, Uncle Dave Macon et la Carter Family qui sont aujourd'hui considérés comme les représentants de la musique Old Time et Hillbilly.

### Années 1930 et 1940
Un effet de la Grande Dépression fut la réduction du nombre de disques vendus. En contrepartie, la radio devint une source très populaire de divertissement. Les émissions consacrées à la musique country se multiplièrent. La plus importante est le Grand Ole Opry, sur les ondes depuis le 18 octobre 1925 et encore en activité de nos jours ce qui en fait le plus vieux programme diffusé sur les radios des États-Unis. Les premières stars de l'émission furent Uncle Dave Macon, Roy Acuff et le joueur d'harmonica afro-américain DeFord Bailey.

#### Singing cowboys et Western swing

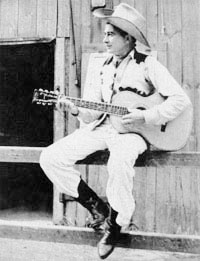
Tex Fletcher.

Durant les années 1930 et 1940, les chansons de cow-boys connues depuis les années 1920 furent popularisées par le biais des films hollywoodiens, grâce à l'avènement du cinéma parlant. Dans ces westerns, les Singing Cowboys (cow-boys chantants) à la fois acteurs et interprètes firent leur apparition. L'un des premiers fut Ken Maynard, suivi par les très populaires Gene Autry, Tex Fletcher, Tex Ritter, Johnny Bond, Johnny Western, The Sons of the Pioneers ou Roy Rogers. Ces personnages de fiction du cinéma western de ces années-là collent encore à la peau de la country, qui pourtant n'en tire aucune origine.
Bob Wills, un autre musicien country, devint une figure importante des westerns hollywoodiens. Son mélange de country et de jazz donna naissance à ce qu'on appellera le western swing. Dans les années 1930 au Texas, Bob Wills et ses « Texas Playboys » ainsi que Milton Brown furent les grandes figures de ce style qui sut incorporer les instruments du jazz et surtout son swing à la musique country. Bill Haley, lui-même, fit ses débuts en tant que membre des Four Aces of Western Swing. De nos jours, les principaux représentants de ce courant de la country sont les Asleep at the Wheel.
Les percussions, dédaignées par les premiers musiciens country car « trop fortes » et « impures » selon eux, ont finalement été utilisées à partir de 1935 par Bob Wills. Au milieu des années 1940, le Grand Ole Opry refusa même que le batteur du groupe monte jouer sur scène.
Bien que les percussions aient été utilisées régulièrement dans les chansons rockabilly, le Louisiana Hayride, pourtant moins conservateur que le Grand Ole Opry, garda les batteurs en coulisse jusqu'en 1956. Au début des années 1960, cependant, il était rare qu'un groupe n'ait pas de percussionniste.
Bob Wills fut aussi l'un des premiers musiciens à ajouter une guitare électrique à son groupe, en 1938. Une décennie plus tard (1948), Arthur Smith atteignit le top 10 US country chart avec son disque de chez MGM Records, Guitar Boogie.

#### Yodel
Bien qu'ils soient originaires des régions alpines d'Europe centrale (Tyrol, Suisse, Autriche, Allemagne), les premiers yodels de la musique country furent chantés par Jimmie Rodgers avec sa série des Blue Yodel. En 1935, la chanteuse Patsy Montana devint la première interprète féminine du pays à vendre un million de disques de musique country avec un yodel. Frank Ifield se fit remarquer à ses débuts avec des prémices de yodels dans I Remember You en 1962, puis dans plusieurs autres titres. Le plus célèbre et le plus représentatif titre yodel de ce chanteur country restera She Taught Me How to Yodel, sorti en 1991. Bill Haley fut aussi un yodeler de premier plan.

#### Hillbilly Boogie

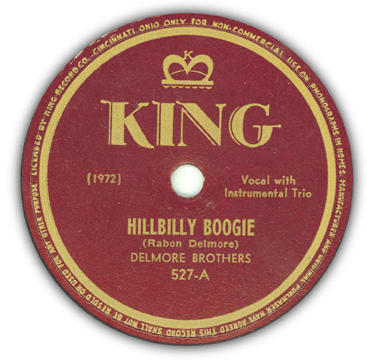
Disque des Delmore Brothers.

Les musiciens country commencent, en 1939, à enregistrer des titres de musique hillbilly, sur un tempo boogie-woogie ; il connait son âge d'or lors de la décennie précédant la venue du rockabilly et du rock 'n' roll. Cette nouvelle influence dans le monde country donne naissance au hillbilly boogie, ou okie boogie (nommé plus tard country boogie). Une des chansons phares de cette période est le Freight Train Boogie des Delmore Brothers, considéré aujourd'hui comme l'évolution combinée de la musique country et du blues vers le rockabilly.
En 1948, Arthur « Guitar Boogie » Smith atteint le top ten US country chart avec les disques Guitar Boogie et Banjo Boogie. Parmi les autres artistes country boogie, on compte Moon Mullican, Hank Williams, Merrill Moore et Tennessee Ernie Ford.

#### Bluegrass, folk et gospel
À la fin de la Seconde Guerre mondiale, une nouvelle forme de musique country est créée par Bill Monroe. Le bluegrass commence à émerger quand Bill Monroe et ses Blue Grass Boys menés par Roy Acuff avec Lester Flatt et Earl Scruggs rejoignent le Grand Ole Opry. Cette branche plus acoustique de la musique country prend ses sources au cœur même des montagnes Appalaches (une région minière du Kentucky). Le bluegrass naît du rapprochement du folklore rural et montagnard et du chant religieux, le gospel. Les principaux instruments du bluegrass sont le banjo, la guitare, la mandoline et le violon. Lors des concerts, la virtuosité des musiciens est mise en avant. Ils suscitent d'innombrables vocations dont celles des Stanley Brothers, Jim & Jesse, The Osborne Brothers, Doyle Lawson (en), Kentucky Colonels, Doc Watson, Vassar Clements, Ricky Skaggs, etc. De nos jours, les principaux représentants de la scène bluegrass (ou newgrass) sont The Grascals (en), Dailey & Vincent (en), Alison Krauss, ou encore Rhonda Vincent.
La musique gospel est aussi demeurée une composante populaire de la musique country. Red Foley (en), la plus grande star country après la Deuxième Guerre mondiale, fut le premier à vendre un titre gospel à plus d'un million d'exemplaires. Dans la période d'après-guerre, la musique country est appelée « folk » dans le commerce, et « hillbilly » dans l'industrie. En 1944, le Billboard remplace le terme « hillbilly » par « folk songs and blues », et change « country » en « country and western » (« Country » par ses origines du sud-est des États-Unis, et « Western » de par son influence dans l'Ouest) .

#### Honky tonk
Une autre variante de la country-music devient populaire, particulièrement parmi des habitants blancs et pauvres du delta du Mississippi. Ce style, originaire d'une zone à cheval entre le Texas, l'Oklahoma, le sud de l'Arkansas et la Louisiane anglophone, est appelé Honky tonk, ou musique de bastringue, de boîte de nuit. Ce nom Honky-tonk dérive du style de bars dans lesquels elle est habituellement jouée : c'est une musique pour boire et danser. Le Honky Tonk est la transformation du « hillbilly » rural en une musique adaptée au contexte des grandes cités. Bob Wills et ses Texas Playboys définissent ce style comme « un peu de ceci, et un peu de cela, un peu du noir et un peu du blanc… juste assez fort pour vous garder de penser trop et d'aller commander un whiskey ». Al Dexter connaît son hit avec Honky Tonk Blues et sept ans plus tard avec Pistol Packin' Mama.
Ernest Tubb est le précurseur de ce genre en 1942, mais c'est Hank Williams qui le rend populaire à la fin des années 1940. La vie de ce dernier résume la question : blanc, d'origine rurale, très modeste, à l'adolescence urbaine mais encore dans le Sud, alcoolique pour contrer un handicap physique, ayant de ce fait peine à honorer les rendez-vous professionnels, mort prématurément à 29 ans mais à l'apogée d'un art acquis très jeune. L'artiste de Honky tonk Webb Pierce est aussi très populaire dans ce genre dans les années 1950, avec 13 singles placés numéro 1 pendant 113 semaines. Parmi ses autres représentants existent également Cowboy Copas, Little Jimmie Dickens, Loretta Lynn et Hawshaw Hawkins. De nos jours, Dwight Yoakam, Alan Jackson, mais aussi George Strait se réclament de ce style.

### Années 1950 et 1960

#### Rockabilly
Le rockabilly naît à Memphis en juillet 1954 avec la création par Sam Phillips du « Memphis Recording Service ». Il enregistre le groupe Harmonica Frank Floyd, auteur de chansons mêlant blues et country. C'est à cette même époque qu'Elvis Presley enregistre des titres comme That's All Right Mama dans les studios de Sam Phillips. Le rockabilly est en fait une musique dansante et rythmée, gardant les caractéristiques du Honky tonk : absence de cuivre et de batterie ou très légère, contrebasse, guitare électrique et vocaux nasillards et syncopés. Le rockabilly est le style émergeant le plus populaire des années 1950 et particulièrement durant l'année 1956 où les numéros deux, trois et quatre du classement Billboard étaient Elvis Presley, Heartbreak Hotel ; Johnny Cash, I Walk the Line ; et Carl Perkins, Blue Suede Shoes.
La musique country gagne en exposition télévisuelle à travers l'émission Ozark Jubilee, sur ABC-TV et sur la radio de Springfield, Missouri entre 1955 et 1960. Les chanteurs rockabilly ont été nombreux, avec entre autres Roy Orbison, Johnny Burnette et Wanda Jackson.

#### Nashville et countrypolitan sound
Commençant au milieu des années 1950, et atteignant son point culminant au début des années 1960, le Nashville sound tourne la musique country vers une industrie portant sur plusieurs millions de dollars. Sous la direction de producteurs tels que Chet Atkins, Owen Bradley et plus tard Billy Sherrill, le Nashville sound tend à donner un son plus « propre » pour les habitants des villes et à s'éloigner d'un son trop « rural ». Cela donne un son plus doux, plus commercial et assez proche de la musique pop. Ce sous-genre est notamment connu pour emprunter au style sonore des années 1950 une voix lisse et mise en avant soutenue par une section de corde et un chœur vocal. Les principaux artistes dans ce genre sont Patsy Cline, Jim Reeves et Eddy Arnold. Le slip note au piano du musicien Floyd Cramer est un composant important de ce style. La structure pop du style Nashville sound se prononce et glisse vers ce qui s'est appelé countrypolitan sound. Les artistes Tammy Wynette et Charlie Rich font partie de ce style.

#### Country soul
En 1962, Ray Charles étonne le monde de la pop en se tournant vers la musique country et en la plaçant à la deuxième place du Billboard's pop chart avec le single I Can't Stop Loving You issu de l'album Modern Sounds in Country and Western Music. Il déclare : « La country-music est un peu comme le blues… Elle est simple, honnête. J'aime ce vrai son du pays, cette pureté en lui… Nous ne devrions jamais délaisser ce son, ces mélodies de nos collines et de nos montagnes[réf. nécessaire]. » On trouve encore aujourd'hui[Quand ?] quelques influences de ce genre dans la musique de Allison Moorer, Ronnie Milsap ou bien James Otto.

#### Bakersfield sound
Un autre genre de musique country s'est développé au nord-nord-ouest de Los Angeles à Bakersfield, en Californie. Influencé par Bob Wills et Lefty Frizzell vers 1966, il est connu sous le nom Bakersfield sound. Il repose sur l'utilisation des instruments électriques et de l'amplification, en particulier la guitare électrique. Les principaux artistes de ce genre sont Buck Owens, Merle Haggard, Tommy Collins, Gram Parsons et Wynn Stewart, chacun ayant son propre style.
La nouvelle génération est représentée par Dwight Yoakam, Heather Myles, Monty Byrom, The Derailers... sans parler des autres californiens dont la musique reste proche de celle de Nashville mais est identifiée au style West-Coast : Gary Allan par exemple. Cette scène adopte une apparence moins conventionnelle et plus provocatrice (tatouages et smoky-bars notamment).

#### Country rock

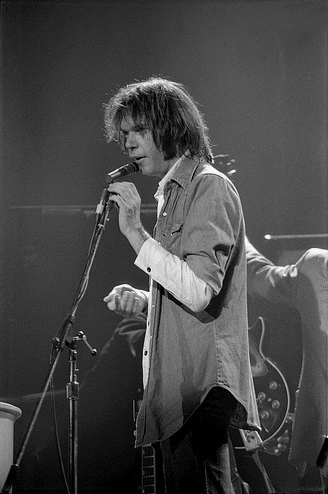
Neil Young en 1976.

Dès la seconde moitié des années 1950, de nombreux chanteurs et musiciens de rock and roll déclarent leur amour pour des genres comme la country, le folk ou le blues. Certains même, comme Jerry Lee Lewis, regrettent de n'avoir pas fait une carrière plutôt dans une country mâtinée de rock. À la fin des années 1960, dans la musique américaine produite se retrouve un mélange des genres. Au lendemain de la « British Invasion », beaucoup désirent un retour au vieilles valeurs du rock n' roll et de la country. Il en résulte une sorte de genre métis, alors appelé country rock. Les premiers innovateurs dans ce nouveau style de musique des années 1960 et 1970 sont les groupes The Byrds, The Flying Burrito Brothers, le guitariste Clarence White, Michael Nesmith, Grateful Dead, Neil Young, Commander Cody, Creedence Clearwater Revival, The Allman Brothers Band, The Marshall Tucker Band, Poco, Buffalo Springfield, Emmylou Harris et The Eagles parmi d'autres. The Rolling Stones font également partie du lot avec des chansons comme Honky Tonk Women et Dead Flowers.
Dans les décennies qui suivent, les artistes tels que Juice Newton, Alabama, Hank Williams, Jr., Keith Urban, Shania Twain, Brooks & Dunn, Faith Hill, Garth Brooks, Dwight Yoakam, Steve Earle, Dolly Parton, Rosanne Cash et Linda Ronstadt transportent la musique country vers plus d'influences rock. À la suite du mélange initial des deux genres, d'autres sous-genres apparaissent bientôt, comme le heartland rock, la country alternative et le rock sudiste, représentés par de nombreux groupes dont ZZ Top, Lynyrd Skynyrd, et surtout Charlie Daniels.

### Années 1970 et 1980

#### Outlaws

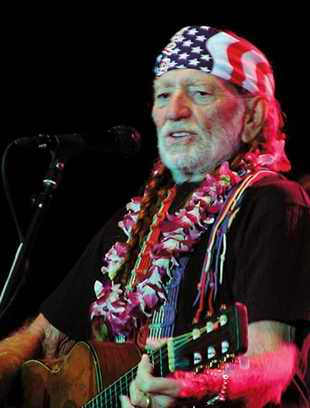
Willie Nelson.

En 1972, en réaction au Nashville Sound qui est enregistré par les mêmes musiciens, au résultat mièvre, un groupe de chanteurs prétend faire sa propre country et être indépendant de Nashville du point de vue de l'écriture, de la production et des arrangements de leur musique. Dérivé du son traditionnel et du Honky tonk de la fin des années 1950, y compris celui de Ray Price (dont la bande, les « Cherokee Cowboys », était composée de Willie Nelson et Roger Miller), l'outlaw country a révolutionné le genre de la musique country.
Pour que le mouvement puisse bien se démarquer, c'est la scène d'Austin au Texas qui est le repaire des chanteurs outlaws. Il en résulte un son plus brut, moins produit, mais gardant les valeurs traditionnelles du genre. L'expression « country outlaw » (country hors-la-loi) est traditionnellement associée à David Allan Coe, Kris Kristofferson, Willie Nelson, Waylon Jennings, Jessi Colter, Jerry Jeff Walker, Gary Stewart et Billy Joe Shaver. Austin est devenue depuis une « grande » ville de country-music, si ce n'est la deuxième après Nashville.

#### Red Dirt
Variante de la country, on trouve aussi la musique Red dirt, c'est-à-dire du country mélangé avec du rock 'n' roll, ou de l'americana. Le Red dirt vient principalement des États de l'Oklahoma et du nord du Texas, mais il fait fureur un peu partout aux États-Unis, et surtout auprès des jeunes, car cette musique est peut-être plus accessible que la country traditionnelle. Les leaders de ce mouvement sont Stoney Larue, Cross Canadian Ragweed, Jason Boland & The Stragglers et Kevin Fowler.

#### Country pop

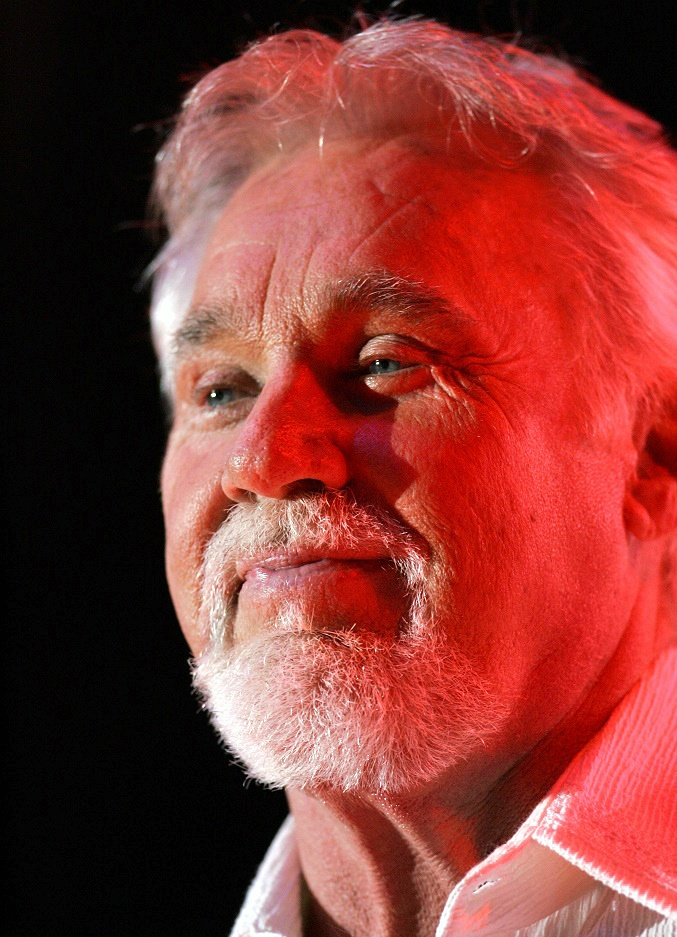
Kenny Rogers.

La Country pop ou soft pop, avec des racines dans le countrypolitan sound et le soft rock, est un sous-genre émergeant dans les années 1970, avec un son country beaucoup plus urbain que la country traditionnelle plus rurale.
Il commence par des chanteurs pop comme Michael Nesmith, The Bellamy Brothers, Glen Campbell, John Denver, Eagles, Olivia Newton-John, Marie Osmond, B. J. Thomas et Anne Murray connaissant quelques succès dans le hit country. Le célèbre Rhinestone Cowboy de Campbell est l'un des plus grands hits de l'histoire de la musique country qui illustre ce métissage. En 1974, Olivia Newton-John, une chanteuse pop australienne, remporte le prix de la « Meilleure nouvelle chanteuse country de l'année » auprès de la Country Music Association. La même année, un groupe d'artistes, préoccupé par cette tendance, forme l'Association of Country Entertainers.
Pendant les années 1980, les artistes country voient leurs ventes de disques prospérer. Willie Nelson et Juice Newton ont, tous deux, deux chansons dans le top 5 du Billboard. Nelson classe Always on My Mind (#5, 1982) et To All the Girls I've Loved Before (#5, 1984) et Newton connaît le succès avec Queen of Hearts (#2, 1981) et Angel of the Morning (#4, 1981). Quatre chansons country complètent le Billboard Hot 100 des années 1980 : Lady de Kenny Rogers, qui est la chanson #3 pendant l'année entière en 1981, 9 to 5 de Dolly Parton, I Love a Rainy Night d'Eddie Rabbitt et Islands in the Stream, un duo de Dolly Parton et Kenny Rogers de 1983, une chanson country pop écrite par Barry, Robin et Maurice Gibb des Bee Gees. Queen of Hearts de Newton atteint presque la première place mais reste cependant juste derrière la ballade de Diana Ross et Lionel Richie, Endless Love. La country pop fait des émules parmi les nouvelles stars : Shania Twain dans les années 1990-2000 mais aussi Taylor Swift ou bien Lady Antebellum.

#### Neocountry

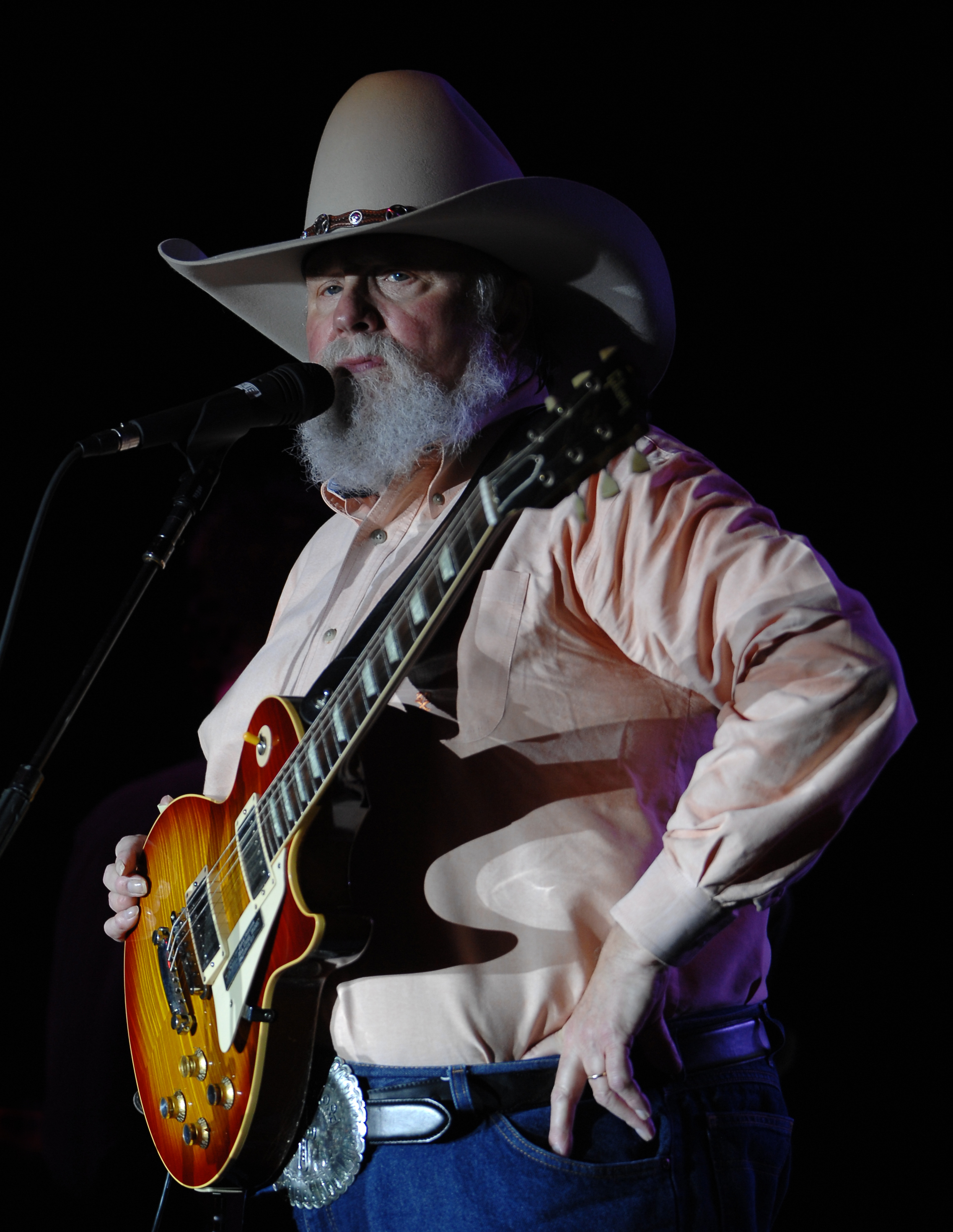
Charlie Daniels.

En 1980, le style « neocountry disco music » est popularisé par le film Urban Cowboy, qui inclut quelques chansons traditionnelles comme The Devil Went Down to Georgia de Charlie Daniels Band. Les ventes dans les magasins de disques montent en flèche à 250 millions de dollars en 1981[réf. nécessaire]. En 1984, 900 stations de radio ont commencé à programmer de la country ou du neocountry à plein temps. C'est l'époque des succès de Alabama mais aussi George Strait ou bien The Judds[réf. nécessaire].

#### Truck driving country
Le truck driving country est un sous-genre de musique country issu de la fusion du Honky tonk, du country rock et du Bakersfield sound. On retrouve le tempo country rock et l'émotion de la musique Honky tonk, avec des paroles sur le mode de vie des routiers. Parmi les artistes référents de ce style, on trouve Dave Dudley, Red Sovine, Roy Drusky, Colonel Robert Morris, Dick Curless, et Red Simpson. Dudley est connu comme le père du genre truck driving country. On raconte que la première chanson du genre fut Truck driver's blues en 1939 par Moon Mullican.

### Années 1990

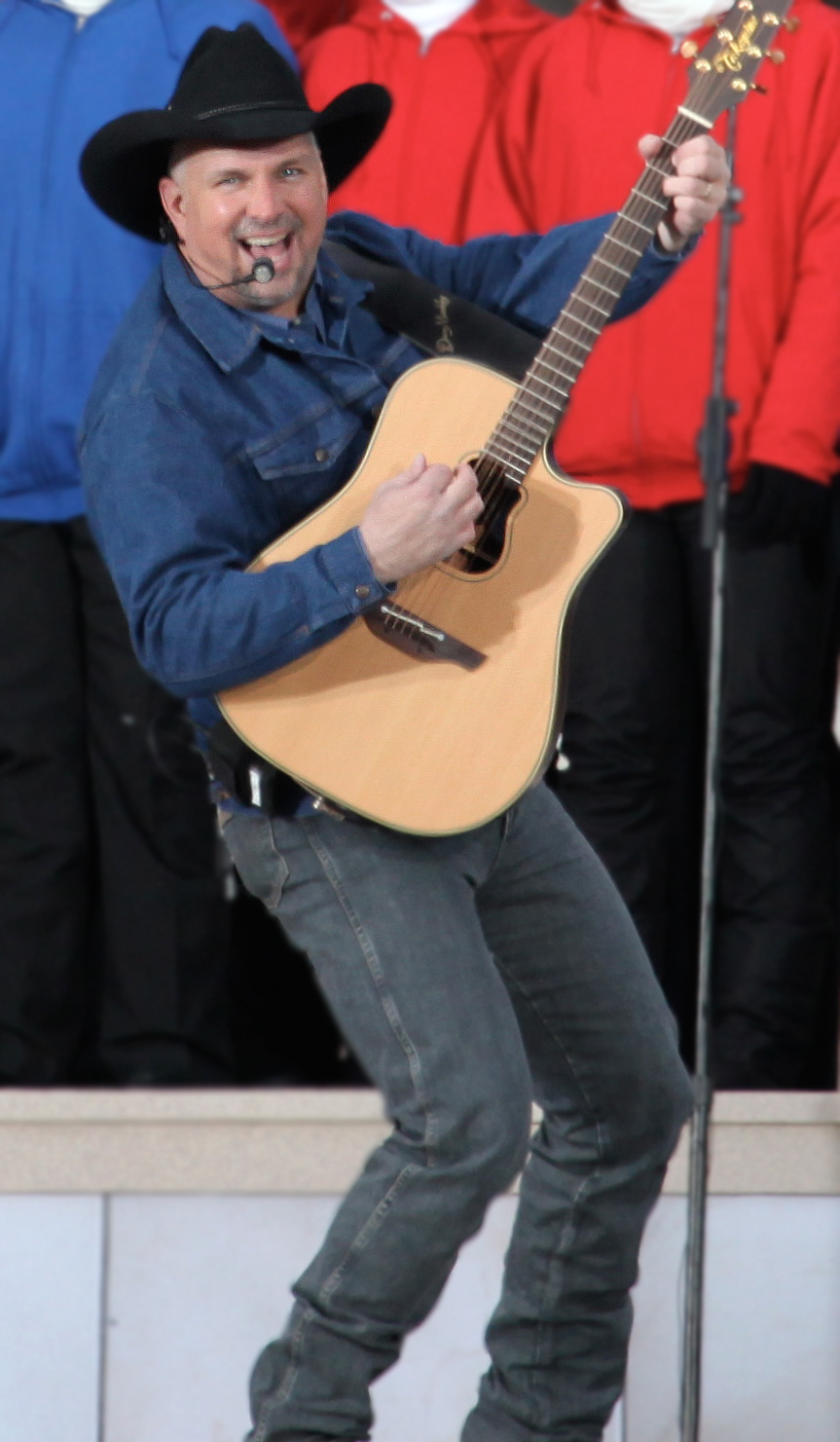
Garth Brooks.

Durant les années 1990, l'artiste Garth Brooks connaît une des carrières les plus réussies dans l'histoire de musique country, explosant les records de vente de disques. Le RIAA certifie ses ventes de disques à 128 millions uniquement aux États-Unis. Au début de cette décennie, l'industrie entière de Music City explose grâce aux succès de cette nouvelle scène country (new-country), avec les stars de l'époque toujours présentes : Alan Jackson, Travis Tritt, Clint Black, mais aussi le déferlement de stars féminines telles que Shania Twain, Terri Clark ou bien Trisha Yearwood. Au début des années 1990, surtout en 1992, la musique country est influencée par la popularité de la danse en ligne. On trouve Billy Ray Cyrus avec son Achy Breaky Heart puis Brooks & Dunn et leur Boot scootin Boogie.
Les Dixie Chicks deviennent aussi l'un des groupes country les plus populaires dans les années 1990 et au début des années 2000. Leur premier album Wide Open Spaces, paru en 1998, est certifié platine 12 fois, tandis que leur album Fly de 1999 est certifié platine 10 fois. À la sortie de leur troisième album, Home, publié en 2003, le groupe suscite la polémique à cause des commentaires de sa leader Natalie Maines dénigrant le président d'alors George W. Bush alors que le groupe était à l'étranger (Maines déclare qu'elle et ses acolytes avaient honte de venir du même état que Bush, qui venait de commencer la guerre en Irak quelques jours avant). Les commentaires ont comme conséquence une rupture entre le groupe et la scène de la musique country. Le quatrième album, paru en 2006, Taking the Long Way, prend une direction plus rock. L'album est un succès commercial global, mais il est en grande partie ignoré du public country. Le groupe effectue ensuite une pause, Nathalie Maines poursuivant une carrière solo tandis qu'en attendant, les deux autres membres poursuivent leur projet de côté, les Court Yard Hounds. Elles se réunissent ensuite pour sortir l'album Gaslighter en 2020 sous le nouveau nom The Chicks.

#### Country alternative
À Nashville, des artistes essayent de sortir la musique des mains des maisons de disques en proposant un retour aux sources (moins pop) et forment une scène alternative appelée country alternative. Parmi ceux-ci, on retrouve Steve Earle, BR5-49, Robbie Fulks, Wilco, Son Volt et The V-Roys. La scène est très proche de l'Americana.

#### Country punk
Dans le milieu des années 1980 apparaît à Los Angeles une scène country-punk (ou cow-punk) avec les groupes Jason and the Scorchers et Lone Justice. Puis au début des années 2000 arrive Hank III, le fils de Hank Jr et petit-fils de Hank Williams ; il n'hésite pas à qualifier sa musique de « hell-billy ».

#### Americana
La country est aussi l'une des influences majeures du mouvement Americana populaire aux États-Unis et en Grande-Bretagne au début des années 2000 avec des groupes tels que The Handsome Family, Ryan Adams, Uncle Tupelo, Giant Sand, Lucinda Williams. Puis arrivent notamment Alejandro Escovedo, Tift Merritt, Dave Alvin, Ryan Bingham, Eilen Jewell, Elizabeth Cook, Kelly Willis, Gillian Welch, Mindy Smith, Charlie Robison, Hayes Carll et the Lumineers dont la musique est plus proche des racines folk-rock et dont le style est beaucoup plus Indépendant. Beaucoup de ces groupes figurent au catalogue de deux maisons de disques totalement consacrées à cette branche musicale : Lost-highway records et Dualtone records. D'ailleurs, Johnny Cash, grâce au producteur Rick Rubin, fait partie de ce mouvement de 1994 à ses derniers jours.

### Années 2000 et 2010

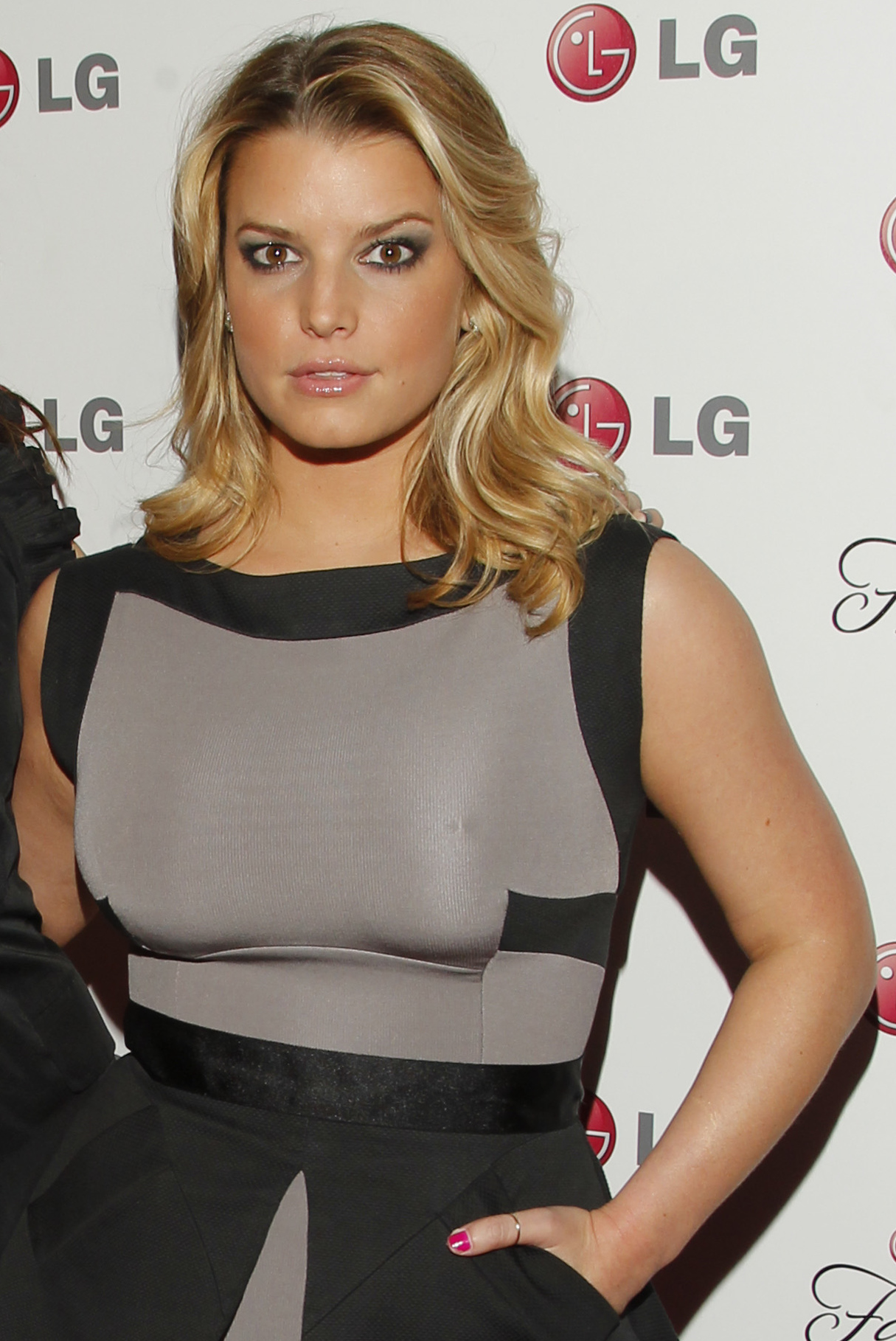
Avec son single Come on Over paru en 2008, Jessica Simpson obtient un succès sans précédent.

Plusieurs stars de rock et de pop flirtent avec la musique country. En 2000, Richard Marx fait un bref croisement avec son album Days in Avalon, qui contient cinq chansons country et la participation de plusieurs chanteurs et musiciens de la scène. Alison Krauss fait les chœurs dans la chanson de Marx Straight From My Heart. En outre, Bon Jovi participe avec Jennifer Nettles (du groupe Sugarland) au single Who Says You Can't Go Home et on retrouve des chansons country dans le répertoire de Don Henley et du groupe Poison. En 2005, la chanteuse de country Carrie Underwood remporte la quatrième saison de l'émission American Idol et devient une artiste récompensée de plusieurs Grammy Awards. En 2007, Underwood remporte le Grammy Award du meilleur nouvel artiste et devient la première artiste country en dix ans à remporter ce prix. Underwood est également la septième femme à remporter le titre d'artiste de l'année pour l'Academy of Country Music Awards et la première femme de l'histoire à remporter le titre d'Entertainer of the Year pour l'Academy of Country Music Awards à deux reprises consécutives. Le premier album de Underwood, Some Hearts, n'est pas seulement le premier album le plus rapidement vendu par un artiste country dans l'histoire, mais il est classé par Billboard.com numéro un comme album country de la décennie 2000-2009.
En 2006, la jeune chanteuse country Taylor Swift sort son premier album qui la montera au sommet et qui marque une « renaissance » de la country en gagnant énormément de récompenses et de records. Elle se fera connaitre avec son premier single, Tim McGraw, à l'âge de 16 ans. Son premier album studio, Taylor Swift, passe 275 semaines au Billboard 200. En 2008, Taylor Swift sort son deuxième album studio, Fearless, deuxième album le plus vendu (juste derrière Adele 21). Kid Rock produira un autre grand succès crossover, All Summer Long en 2008. Darius Rucker, ancien leader du groupe pop-rock Hootie and the Blowfish, commence une carrière solo country à la fin des années 2000, et à ce jour[Quand ?], il a produit trois albums et plusieurs succès au Billboard Hot 100. L'émission Nashville Star, tout en n'ayant pas autant de succès que American Idol, réussit à promouvoir Miranda Lambert et Chris Young au grand public. Les sitcoms adolescentes ont également un impact sur la musique country moderne. En 2008, l'actrice Jennette McCurdy sort son premier single, So Close, puis le suivant, Love Generation, en 2011. Une autre sitcom-star adolescente, Miley Cyrus (de Hannah Montana), interprète également un crossover à la fin des années 2000 avec The Climb et un autre en duo avec son père, Billy Ray Cyrus, avec Ready, Set, Don't Go. Jana Kramer, actrice sur Les Frères Scott, publie aussi un album de country en 2012 avec deux singles dans le Top 40. L'actrice Hayden Panettiere commence également à enregistrer des chansons country dans le cadre de son rôle dans la série télévisée Nashville.

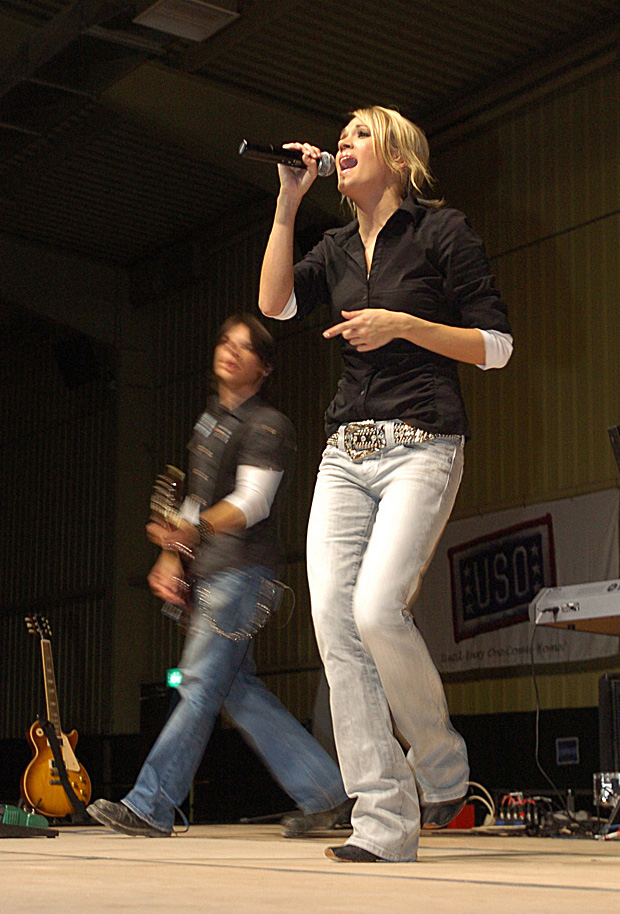
Carrie Underwood.

En 2010, le groupe Lady Antebellum remporte cinq Grammy Awards, dont le très convoité « chanson de l'année » et « album de l'année » pour Need You Now. Un grand nombre de groupes et duos commencent à émerger dans les charts dans les années 2010. En plus de Lady Antebellum, des groupes tels que Little Big Town, The Band Perry, Gloriana, Thompson Square, Eli Young Band et le Zac Brown Band émergent pour occuper une grande partie de la scène populaire country contemporaine. L'influence de la musique rock devient également plus manifeste au cours des années 2010 et au début des années 2000 ; en témoignent les succès des artistes comme Eric Church, Jason Aldean et Brantley Gilbert. Aaron Lewis, aussi chanteur du groupe de rock Staind, a un succès modéré dans la musique country en 2011 et 2012. Également en hausse dans les années 2000 et au début des années 2010, le rap et des éléments parlés dans des chansons country s'insèrent dans des chansons : des artistes tels que Cowboy Troy et Colt Ford font carrière dans ce style de mélanges (également connu sous le nom « Hick-Hop ») tandis que d'autres (Big & Rich et Jason Aldean) l'utilisent à l'occasion.
Au XXIe siècle, la country music réussit à s'imposer au-delà des stéréotypes, des réputations qui lui étaient faites, gagnant chaque fois de nouveaux publics dans le monde entier (Australie, Canada, Irlande, Allemagne, Pays-Bas pour les principaux). Des stations de radio, des chaînes de télévisions spécialisées, des disques vendus par millions font que la country est devenue une industrie. Des superstars comme Garth Brooks, Alan Jackson, Brad Paisley, Kenny Chesney, Keith Urban, Martina McBride, Carrie Underwood, Luke Bryan et Blake Shelton reprennent avec les évolutions le long héritage des musiques du Sud et de l'Ouest. La country music a pratiquement influencé toutes les musiques du XXe siècle et, notamment, le rock : Elvis Presley, Ry Cooder, JJ Cale, Mark Knopfler, John Fogerty, Ray Charles, Leonard Cohen, Elvis Costello, John Mellencamp, Robert Plant, Ray LaMontagne, Eddy Mitchell, Francis Cabrel, Joe Dassin, Hugues Aufray, Roy Orbison, John Hiatt, Neal Casal, Neil Young, Norah Jones, Ben Harper, Eagles, Chris Isaak, Bob Dylan, Bruce Springsteen, Van Morrison, Sheryl Crow, Popa Chubby, Tina Turner, Dean Martin, Bon Jovi, Salsedo, Sanseverino, Solal, Skyërn Aklea, Roch Voisine, Isabelle Boulay, Sting, et The Beach Boys, entre autres.

## Influence internationale

### France
Cette section ne s'appuie pas, ou pas assez, sur des sources secondaires ou tertiaires indépendantes du sujet. Le texte peut contenir des analyses inexactes ou inédites de sources primaires.
Pour l'améliorer, ajoutez-en, ou placez des modèles {{Source secondaire souhaitée}} ou {{Source secondaire nécessaire}} sur les passages mal sourcés. (avril 2022)
La musique country, sans en avoir l'air, fait partie du répertoire de la variété française depuis longtemps à travers les chansons adaptées par les artistes francophones. Jean Sablon (Tennessee Waltz de Pee Wee King), Armand Mestral (Jambalaya d'Hank Williams), Annie Cordy (Cigarettes, Whisky et P'tites Pépées, (Cigarettes, Whiskey and Wild Wild Women des Sons of the Pioneers)), Yves Montand (Dans les plaines du Far West), Sacha Distel (Oh, quelle nuit (Oh, Lonesome Me de Don Gibson)), Richard Anthony (J'entends siffler le train (Five Hundred Miles Away From Home de Bobby Bare)), Joe Dassin (Salut les amoureux (City of New Orleans de Steve Goodman), Marie-Jeanne (Ode to Bille Joe de Bobbie Gentry)), Michèle Torr (Je m'appelle Michèle (Rhinestone Cowboy de Glen Campbell)), sans oublier les « rockers » nationaux : Johnny Hallyday, Eddy Mitchell, Hugues Aufray et Dick Rivers.
L'image déformée traditionnelle assimile souvent toute la country à la musique de cow-boys ou de camionneurs avec un ton péjoratif. Or, beaucoup de groupes ont su cerner les nuances et les richesses ; malgré tout, ils se heurtent à la même incompréhension d'un grand public qui connaît mal ces musiques américaines et dont les références sonores ne font pas partie de sa culture. Le fait peut paraître surprenant dans un univers musical pourtant dominé par les Anglo-saxons (du rock au rap), mais l'écoute de la country nécessite sans doute un intérêt pour la culture américaine[citation nécessaire]. Jacques Dutronc et Alain Bashung sont, par exemple, des amateurs de country, alors que leur style en est très éloigné. Mais cela continue avec de nouveaux interprètes et des groupes country et rockabilly français notables comme Annabel, Amarillo, Phil Edwards, ou Phil Fasan.
En 2006, plus d'une cinquantaine de festivals consacrés à la musique country se sont tenus en France : Saint-Agrève (Ardèche) avec Equiblues, Craponne-sur-Arzon (Haute-Loire), Sur la route de Tullins (Isère), Mirande (Midi-Pyrénées), Gramat (Midi-Pyrénées), Amnéville (Lorraine), Déols (Région Centre), Bain-de-Bretagne (Bretagne), Bruay-la-Buissière (Pas-de-Calais) et, à ce jour[Quand ?], il existe environ 600 clubs de danses country (line dance et traditionnelle)[source insuffisante].

### Canada

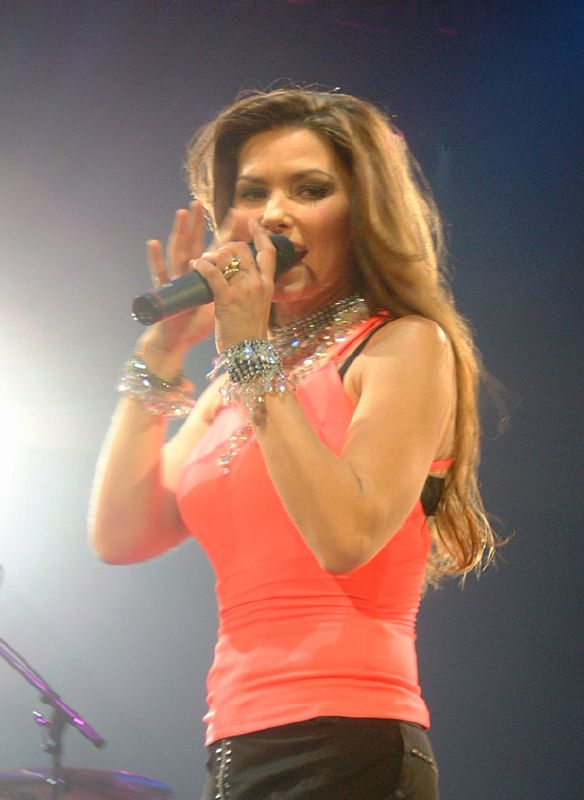
Shania Twain à Wembley.

Le Canada a peut-être été après les États-Unis la plus grande base de fans et d'artistes de musique country. La musique country canadienne provient des provinces de l'Atlantique sous forme de musique folk celtique populaire venue des immigrés irlandais et écossais. Cependant, on trouve des artistes country traditionnels à travers tout le Canada.Shania Twain, Dean Brody, Duane Steele, Blue Rodeo, Terri Clark, Paul Brandt, Marg Osburne, Hank Snow, Johnny Mooring, Don Messer, Doc Walker, Emerson Drive, The Wilkinsons, Wilf Carter, Michelle Wright, Corb Lund, Stompin' Tom Connors, Crystal Shawanda, Shane Yellowbird, The Road Hammers, Anne Murray, Foster Martin Band, High Valley, Aaron Pritchett, Jason Blaine, et Gord Bamford sont des artistes canadiens notables.
La musique country au Canada francophone, que ce soit au Québec ou principalement en Acadie, est également très populaire et compte plusieurs artistes de talent dont notamment Cayouche, Paul Dwayne, Julie Daraîche, Paul Daraîche, Bobby Hachey, Willie Lamothe, Louis Bérubé, Steve Surprenant, Honoré Godbout, Albert Babin, ainsi que George Belliveau, Hert Leblanc, Veronique Labbé et Irvin Blais, les vedettes montantes de l'heure au Québec, qui sont en train[Quand ?] de révolutionner le country dans tout le Canada français, sans oublier les disques country de Roch Voisine : Americana vol. 1 et 2, et l'album De retour à la source d'Isabelle Boulay. Carole Laure sort aussi son album de reprises country en 1989, Western Shadows.
Comme leurs cousins de Louisiane, les Acadiens ont eux aussi créé leur propre style de country. La musique cadienne (aussi appelée cajun) est une musique dansante, joyeuse, aux paroles souvent truculentes, chantées en français cadien ou en anglais. Ce genre est représenté notamment par Harry Choates, Rusty et Doug Kershaw, Nathan Abshire, Jimmie C. Newman et Zachary Richard.

### Australie

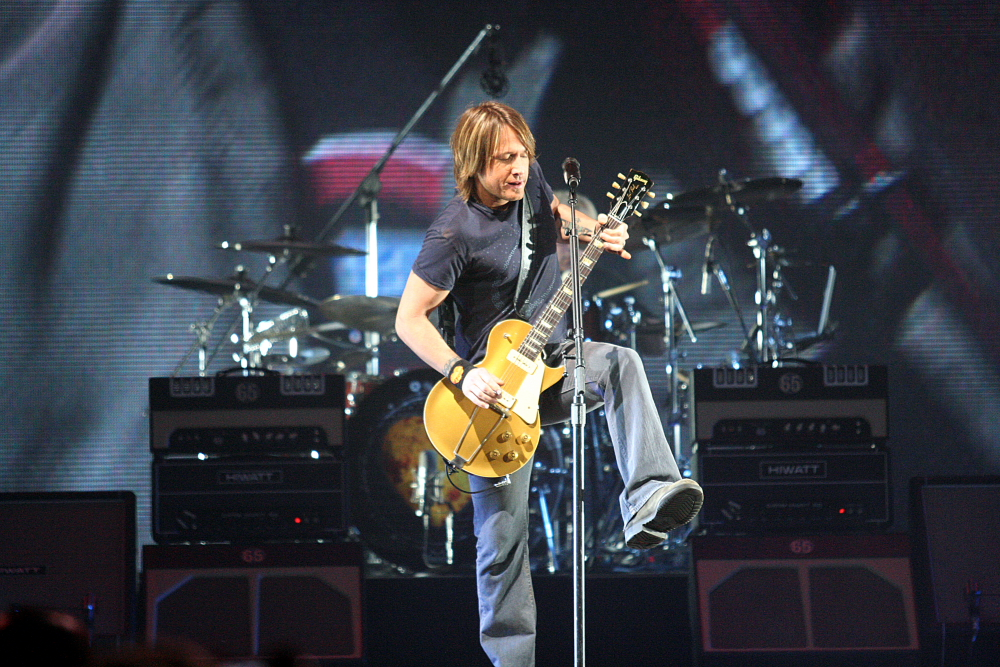
Keith Urban en concert en 2007.

L'Australie a une longue tradition de musique country qui s'est développée selon un modèle tout à fait différent de celui des États-Unis, car influencé par les ballades folkloriques celtiques et la tradition des ballades « Bush » des poètes australiens comme Henry Lawson et Banjo Paterson,. Les immigrés anglo-celtiques des années 1700-1800 introduisent une tradition de ballades de la musique folk qui ont été adaptées aux spécificités australiennes : Bound for Botany Bay qui chante le voyage des bagnards britanniques en Australie ou The Wild Colonial Boy qui évoque l'esprit provoquant des bushrangers. Les paroles de Waltzing Matilda, la chanson folklorique australienne la plus connue, ont été écrites par le poète Banjo Paterson en 1895.
Tex Morton et Smoky Dawson sont des pionniers de la musique country en Australie, se fondant complètement avec le personnage des cow-boys. Dans les années 1940, Slim Dusty commence une carrière country qui durera cinquante ans et engendrera plus de 100 albums. En 1957, A Pub With No Beer par Dusty est devenue la première chanson australienne sur les pop charts internationaux. Slim exécute ses propres compositions comme celles de son épouse, Joy McKean, et d'autre artistes australiens et écrit des airs pour les poésies australiennes classiques. Il enregistre son centième album en 2000.
Le succès international pour des musiciens australiens a continué pendant les années 1960 et 1970 avec Frank Ifield et Reg Lindsay. Un autre des interprètes les plus connus de la musique folk australienne est Rolf Harris. Le chanteur-compositeur-interprète John Williamson publie sa première chanson Old Man Emu en 1970 et il est devenu aussitôt numéro un au palmarès de la musique australienne. En 1982, Williamson sort True Blue. En 1975, Olivia Newton-John s'installe aux États-Unis, où elle connaît de grands succès sur la scène country et western, et bien que les puristes ne cessent de la décrier, elle remporte le prix de l'artiste féminine country de l'année 1974. Johnny Cash est une des idoles du chanteur-compositeur australien Nick Cave, et les carrières des deux artistes se croisent. Aux États-Unis, on trouve d'autres artistes de country australiens très connus comme Sherrié Austin et Keith Urban, mais la musique country australienne a développé un style unique dont les principaux représentants sont Lee Kernaghan, Steve Forde, The McClymonts, Catherine Britt, Adam Brand, Kasey Chambers ou Sara Storer. La musique country a également été une forme particulièrement populaire de musique pour les Aborigènes d'Australie. Comme chanteurs indigènes on peut citer Troy Cassar-Daley, Kev Carmody et Archie Roach.
Tamworth est réputée en Australie pour être la capitale de la musique country et le siège du festival de musique country de Tamworth et des Country Music Awards of Australia. Le Grabine State Park en Nouvelle-Galles du Sud promeut la musique country australienne à travers un festival annuel : le Grabine Music Muster Festival. Le pays possède également une chaîne télévisée consacrée à la musique country. La CMT (Country Music Television), qui peut être regardée sur Foxtel et Austar, décerne une fois par an les Golden Guitar Awards.

### Ailleurs
Tom Roland, de la Country Music Association, explique la popularité de la musique country ainsi : « À cet égard, au moins, les auditeurs de musique country autour du globe ont quelque chose en commun avec ceux des États-Unis. En Allemagne, par exemple, on identifie trois groupes généraux qui gravitent autour du genre : les gens intrigués par l'icône américaine du cowboy, les fans entre deux âges qui cherchent une alternative à une musique rock trop dure et les plus jeunes auditeurs sur les traces des sons aux influences pop et qui soulignent beaucoup de succès country. »
Un des premiers américains à faire de la musique country en dehors des États-Unis est George Hamilton IV. Il est le premier musicien country à se produire dans l'Union des républiques socialistes soviétiques ; il a également voyagé en Australie et au Moyen-Orient. Il a été considéré comme l'« ambassadeur international de musique country » pour ses contributions à la globalisation de ce genre. Johnny Cash, Emmylou Harris, Dolly Parton, Willie Nelson, Keith Urban et Dwight Yoakam ont également fait de nombreuses tournées internationales.
En Amérique du Sud, le dernier week-end de septembre, le San Pedro Country Music Festival s'installe dans la ville de San Pedro, en Argentine. Le festival comporte des groupes et artistes de différentes nationalités, aussi bien d'origine brésilienne, uruguayenne, chilienne, péruvienne que des États-Unis[réf. nécessaire].

## Principales distinctions
Récompenses : 
- Academy of Country Music Awards ;
- American Country Awards ;
- Country Music Association Awards ;
- Grammy Awards - meilleur album country, meilleure chanson country, meilleure prestation country solo (en), meilleure prestation country d'un duo ou groupe (en).

Halls of Fame :
- Country Music Hall of Fame ;
- Country Music DJ Hall of Fame.